# Sidney J. van den Bergh

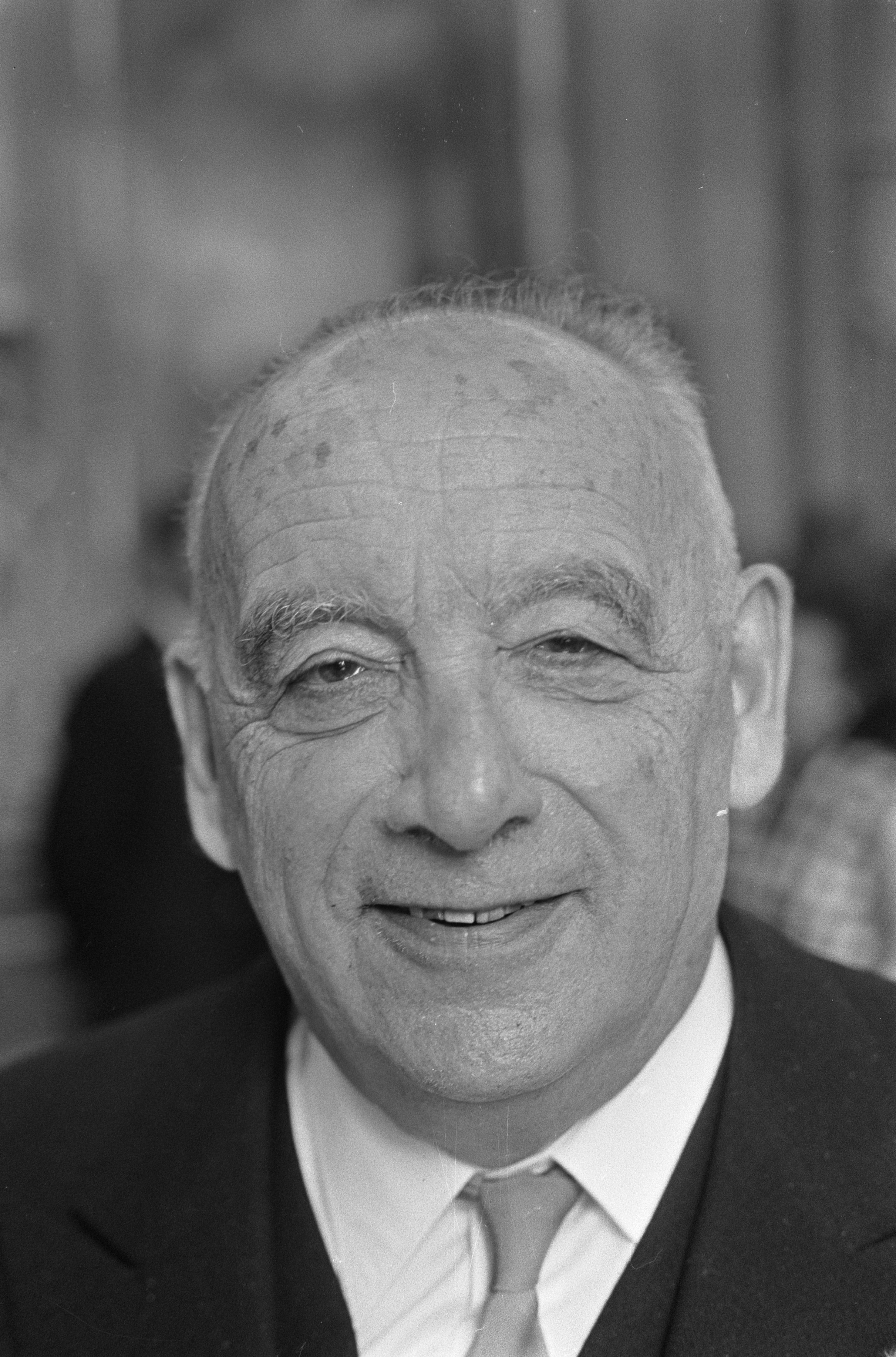
Sidney J. van den Bergh (1968)

Sidney James van den Bergh (* 25. Oktober 1898 in Rotterdam; † 25. September 1977 in Wassenaar, Provinz Südholland) war ein niederländischer Offizier, Wirtschaftsmanager und Politiker der Volkspartij voor Vrijheid en Democratie (VVD), der als Manager des Unilever-Konzerns eine maßgebliche Rolle bei der Logistik und Ausrüstung der Streitkräfte spielte.
1959 wurde er im Kabinett von Ministerpräsident Jan de Quay Verteidigungsminister. Er musste von diesem Amt jedoch bereits nach einigen Monaten zurücktreten, nachdem eine Beziehung zu einer noch nicht geschiedenen Frau bekannt wurde. Später war er von 1951 bis 1969 mit einer kurzen Unterbrechung Schatzmeister der VVD sowie zwischen 1963 und 1971 Mitglied der Ersten Kammer der Generalstaaten.

## Leben

### Familiäre Herkunft, Manager bei Unilever und Generalmajor der Reserve
Van den Bergh stammte aus der jüdischen Familie van den Bergh, einer bekannten Familie von Politikern und Unternehmern. Sein Großvater Simon van den Bergh war 1888 Gründer der Margarinewerke Van den Bergh, aus denen nach Fusionen mit anderen Unternehmen schließlich 1929 der Verbrauchsgüterkonzern Unilever entstand. Sein Vater Samuel van den Bergh war sowohl Mitglied der Zweiten Kammer als auch der Ersten Kammer der Generalstaaten. Sein älterer Bruder George van den Bergh war ebenfalls Mitglied der Zweiten Kammer der Generalstaaten. Sein Onkel Zadok van den Bergh war ebenso Mitglied der Zweiten Kammer wie sein Neffe Robbert van den Bergh, der auch Mitglied des Staatsrates (Raad van State) war.
Er selbst absolvierte nach dem Besuch des öffentlichen Erasmiaansch Gymnasium in Rotterdam von 1916 bis 1918 seinen Militärdienst und war zuletzt Leutnant der Reserve. Anschließend begann er im Juli 1918 ein Studium der Wirtschaftswissenschaften an der Niederländischen Wirtschaftshochschule Rotterdam (Nederlandse Economische Hogeschool), die er jedoch 1922 ohne Abschluss verließ. Während seines Studiums absolvierte er ein Praktikum als Prüfer in den familiären Margarinewerken Van den Bergh und übernahm bereits als Student die kommissarische Leitung der Seifenfabrik Van den Bergh’s Zeepfabriek in Zwijndrecht, ehe er von 1920 bis 1926 Direktor der Margarinewerke Van den Bergh war. Zu dieser Zeit trat er auch dem damaligen Vrijzinnig-Democratische Bond (VDB) bei, dem er bis zum 9. Februar 1946 angehörte. Während dieser Zeit war er seit 1920 auch Schatzmeister des VDB-Stadtverbandes von Rotterdam. Daneben war er vom 1. Dezember 1929 bis November 1933 sowohl Mitglied des Hauptvorstandes als auch des Geschäftsführenden Vorstandes dieser Partei.
1926 wurde er Direktor von N.V. Lever Brothers und gehörte nach der Fusion zu Unilever von 1929 bis Mai 1959 dem Direktorium dieses Multikonzerns an. Daneben war er seit 1929 auch Mitglied des Kontinentalausschusses von N. V. Unilever in London. Kurz vor Beginn des Zweiten Weltkrieges wurde van den Bergh als Hauptmann mobilisiert und war seit August 1939 bei der Intendantur für Sonderdienste für die Lieferung von Lebensmitteln zuständig. Daneben wurde er mit der Anwerbung von niederländischen Soldaten in Kanada betraut und übernahm die Funktion als militärischer Adjutant des Botschafters in den USA, ehe er 1944 als Oberst der Reserve zeitweilig Chefintendant des Heeres (Koninklijke Landmacht) war. Im September 1945 wurde er Generalmajor der Reserve des Heeres und mit dem Ankauf militärischer Güter in Kanada betraut. Danach wurde er vom 1. November 1945 bis Mai 1946 mit der Reorganisation des Büros des Generalquartiermeisters in Niederländisch-Indien beauftragt.
Für seine Verdienste während des Zweiten Weltkrieges wurde ihm am 17. September 1946 das Ritterkreuz des Orden vom Niederländischen Löwen verliehen.

### Verteidigungsminister und Mitglied der Ersten Kammer
1951 wurde er ferner Schatzmeister und Mitglied des Geschäftsführenden Vorstandes der VVD und übte diese Funktion bis Mai 1959 aus. Am 19. Mai 1959 wurde van den Bergh, der seit 1948 Mitglied der Volkspartij voor Vrijheid en Democratie (VVD) war, von Ministerpräsident Jan de Quay als Verteidigungsminister (Minister van Defensie) in dessen Kabinett berufen. Allerdings musste er bereits am 1. August 1959 von diesem Amt wieder zurücktreten, nachdem bekannt wurde, dass er eine Beziehung zu einer noch verheirateten Frau hatte. Sein Nachfolger wurde daraufhin am 7. September 1959 Sim Visser, nachdem Ministerpräsident de Quay dieses Amt vorübergehend kommissarisch bekleidet hatte.
Nach seinem Ausscheiden aus der Regierung war van den Bergh vom 1. September 1959 bis 1961 zunächst Mitglied des Vorstands sowie anschließend zwischen 1961 und dem 1. Januar 1964 Vize-Vorstandsvorsitzender von N. V. Unilever sowie Unilever Ltd.
Daneben begann er sich auch wieder politisch zu engagieren, und zwar von 1960 bis Mai 1969 erneut als Schatzmeister und Mitglied des Geschäftsführenden Vorstandes der VVD sowie als Schatzmeister der parteinahen Stiftung Stichting Vrijheid en Democratie. Weiterhin war er Schatzmeister des ebenfalls parteinahen Hendrik Coenraad Dresselhuijs-Fonds, Vizevorsitzender der Propagandakommission und der Radio- und Fernsehkommission der VVD sowie Mitglied der Außenpolitischen Kommission sowie der Pressekommission der VVD.
Weiterhin war er zwischen dem 24. Januar 1962 und dem 3. Juni 1970 als Mitglied des Parlaments (Provinciale Staten) der Provinz Südholland. Des Weiteren wurde er am 17. September 1963 für die VVD Mitglied der Ersten Kammer der Generalstaaten, der er bis zum 10. Mai 1971 angehörte.
Ferner war er auch in der Kommunalpolitik aktiv und gehörte vom 6. September 1966 bis zum 1. September 1970 als Mitglied dem Gemeinderat von Wassenaar an. Zeitgleich war er auch Beigeordneter (Wethouder) für Finanzen, Gemeindeunternehmen und öffentliche Arbeiten von Wassenaar.
Für seine langjährigen Verdienste wurde er am 16. Oktober 1968 auch zum Kommandeur des Orden von Oranien-Nassau ernannt.
Van den Bergh war fünf Mal verheiratet. Aus den ersten vier Ehen gingen insgesamt fünf Söhne und zwei Töchter hervor.